# 파르마도
파르마도(이탈리아어: Provincia di Parma)은 이탈리아 에밀리아로마냐주의 도다. 도청 소재지는 파르마이다. 면적은 3,449 km2, 인구는 431,419(2008)이다.

## 출신 인물
- 베르디